# Osservatorio di Nadur
L'Osservatorio di Nadur, conosciuto anche come National Astronomical Observatory in Gozo, è un osservatorio astronomico di Malta. Si trova a Nadur, città dell’isola di Gozo. È gestito dall'Istituto di Scienze Spaziali e Astronomia dell'Università di Malta ed è il primo osservatorio astronomico statale realizzato a Malta. Ha ricevuto la sua prima luce nel 2023 e la sua inaugurazione è stata considerata un evento significativo per la comunità scientifica di Malta e Gozo.

## Costruzione e dotazione strumentale
Il finanziamento per la costruzione dell'Osservatorio di Nadur è stato fornito dalla Direzione di EcoGozo (che fa parte del Ministero per Gozo) in seguito ad un progetto di intesa con l'’Università di Malta firmato nel 2019. Il costo totale per questo progetto è stato stimato ad un ammontare di circa 160.000 euro.
La scelta del sito per l'osservatorio ha tenuto conto di studi approfonditi sull'inquinamento luminoso. Dati i problemi significativi legati all'inquinamento luminoso a Malta, il sito a Nadur è stato scelto dopo un'attenta valutazione di questi studi, con l'obiettivo di identificare una posizione ottimale per le osservazioni astronomiche.
L'osservatorio è stato costruito su un edificio preesistente e dotato di una cupola di tre metri di diametro, che ospita un telescopio riflettore Ritchey-Chrétien con un obiettivo del diametro di mezzo metro, una configurazione comunemente utilizzata nei telescopi di ricerca professionali. L'osservatorio è dotato di strumentazione avanzata, che comprende una fotocamera elettronica da 16,8 megapixel, filtri per osservazioni in diverse lunghezze d’onda (rosso, verde, blu e H-alfa) e sensori atmosferici applicati nella cupola.

## Scopi
L'Osservatorio di Nadur ha molteplici scopi, riguardanti la ricerca, la didattica e la divulgazione scientifica. Si propone di condurre progetti di ricerca nel campo della fotometria con l'osservazione delle stelle variabili, di offrire una formazione specializzata per gli studenti di astronomia nell'acquisizione e analisi dei dati osservativi, di aumentare la consapevolezza scientifica del pubblico in generale, attraverso la diffusione di fotografie spaziali e attività educative. 
Nel 2023, l'osservatorio ha utilizzato il suo telescopio per ottenere le prime immagini di alcuni oggetti celesti. Tra le immagini degne di nota ottenute c'erano la Luna crescente e tre galassie distanti: la Galassia Vortice (M51), la Galassia di Bode (M81) e la Galassia Girasole (M63). In seguito è stata fotografata una supernova nella Galassia Girandola (M101).
Il professor Joseph Caruana, coordinatore del progetto e membro del comitato della Società Astronomica Maltese, ha espresso la sua soddisfazione per il successo delle prime immagini ottenute dall'osservatorio e ha sottolineato il suo potenziale scientifico per ulteriori risultati, mentre il professor Kristian Zarb Adami, direttore dell'Istituto di Scienze Spaziali e Astronomia dell'Università di Malta, ha sottolineato che l'osservatorio consentirà ai ricercatori maltesi di svolgere ricerche in collaborazione con università estere.